# Rich Larson
Pour les articles homonymes, voir Larson.
Œuvres principales
- Série The Violet Wars
- La Fabrique des lendemains
- Barbares

Rich Larson, né en 1992 à Galmi au Niger, est un auteur de science-fiction canadien.

## Biographie
En 2020, plusieurs nouvelles de Rich Larson sont traduites en français et publiées aux éditions Le Bélial' sous le titre La Fabrique des lendemains.
Le recueil reçoit le grand prix de l'Imaginaire dans la catégorie « Nouvelle étrangère » en 2021.
Un second recueil en français paraît en 2022, cette fois au Québec, aux éditions Triptyque, sous le titre Rêves de drones et autres entropies. Il rassemble certaines nouvelles de Rich Larson déjà publiées dans diverses revues québécoises et françaises ainsi que d'autres textes inédits en français.

## Œuvres

### SérieThe Violet Wars
1. (en) Annex, 2018
2. (en) Cypher, 2019

### Romans indépendants
- Ymir, Le Bélial', 2022 ((en) Ymir, 2022), trad. Pierre-Paul Durastanti, 380 p.  (ISBN 978-2-38163-059-5)
- Barbares, Le Bélial', coll. « Une heure-lumière » no 48, 2023 ((en) Barbarians, 2024), trad. Pierre-Paul Durastanti, 112 p.  (ISBN 978-2-38163-105-9)

### Recueils de nouvelles
- (en) Datafall : Collected Speculative Fiction, 2012
- (en) Tomorrow Factory, 2018
- La Fabrique des lendemains, Le Bélial', 2020, trad. Pierre-Paul Durastanti, 506 p.  (ISBN 978-2-84344-973-4)Réédition, Le Livre de poche, coll. « Imaginaire » no 36730, 2023, 672 p. (ISBN 978-2-253-10692-0) - Recueil sans équivalent en langue originale
  - Indolore
  - Circuits
  - Chute de données
  - Toutes ces merdes de robots
  - Carnivores
  - Un soirée en compagnie de Severyn Grimes
  - L'Usine à sommeil
  - Porque el girasol se llama el girasol
  - Surenchère
  - Don Juan 2.0
  - La Brute
  - Tu peux me surveiller mes affaires ?
  - Rentrer par tes propres moyens
  - De viande, de sel et d'étincelles
  - Six mois d'océan
  - L'Homme vert s'en vient
  - En cas de désastre sur la Lune
  - Il y avait des oliviers
  - Veille de Contagion à la Maison Noctambule
  - Innombrables Lueurs Scintillantes
  - Un rhume de tête
  - La jouer endo
  - On le rend viral
  - J'ai choisi l'astéroïde pour t'enterrer
  - Corrigé
  - Si ça se trouve, certaines de ces étoiles ont déjà disparu
  - La Digue
  - Faire du manège
- Rêves de drones et autres entropies, Triptyque, coll. « Satellite », 2022  (ISBN 978-2-89801-160-3)Recueil de treize nouvelles, dont six inédites en langue française, sans équivalent en anglais

### Autres nouvelles parues en français
- Glace, 2022 ((en) Ice, 2015), trad. Pierre-Paul DurastantiParue dans la revue Bifrost no 108, Le Bélial'
- On est peut-être des sims, 2022 ((en) We Might Be Sims, 2015), trad. Pierre-Paul DurastantiParue dans la revue Bifrost no 106, Le Bélial'
- Corrigé, 2019 ((en) Edited, 2015), trad. Émilie LaraméeParue en français pour la première fois dans la revue Brins d'éternité no 53. Reprise dans le recueil de nouvelles La Fabrique des lendemains dans une nouvelle traduction par
- Sombre cœur chaud, 2019 ((en) Dark Warm Heart, 2017), trad. Émilie LaraméeParue dans la revue Solaris no 209
- Les Quinze Minutes de la haine, 2018 ((en) Fifteen Minutes Hate, 2018), trad. Émilie LaraméePrix Roswell Award 2017. Parue dans la revue Brins d'éternité no 51. Reprise dans le recueil de nouvelles Rêves de drones et autres entropies
- Salissure, 2020 ((en) Smear Job, 2018), trad. Émilie LaraméeParue dans la revue Galaxies no 66. Reprise dans le recueil de nouvelles Rêves de drones et autres entropies
- Quelque chose de viral, 2020 ((en) Let's Take This Viral, 2018), trad. Émilie LaraméeParue en français pour la première fois dans l'anthologie Futurs, Triptyque, coll. « Satellite », 2020 (ISBN 978-2-89801-110-8) puis sous le titre On le rend viral dans une nouvelle traduction de Pierre-Paul Durastanti dans le recueil de nouvelles La Fabrique des lendemains.
- Décrassage, 2019 ((en) Scrubbed, 2019), trad. Émilie LaraméeParue dans la revue Galaxies no 61
- Le Requin conceptuel, 2023 ((en) The Conceptual Shark, 2020), trad. Pierre-Paul DurastantiPubliée dans la revue Bifrost no 111, Le Bélial'
- Comment Quini le Calmar a égaré son Klobucar, 2024 ((en) How Quini the Squid Misplaced His Klobucar?, 2020), trad. Pierre-Paul DurastantiParue dans Hors-série 2024, Le Bélial', coll. « Une heure-lumière »

#### Bases de données et dictionnaires
- Ressources relatives à la littérature :   - Internet Speculative Fiction Database
  - NooSFere
  - Tor.com
- Ressource relative à la bande dessinée :   - Lambiek Comiclopedia
- Notices d'autorité :   - VIAF
  - ISNI
  - BnF (données)
  - IdRef
  - LCCN
  - Pologne
  - NUKAT
  - Tchéquie
  - Corée du Sud
  - WorldCat